# João Loy
João Eduardo  Nunes da Conceição, com o nome artístico João Loy (Elvas, 18 de dezembro de 1961), é um actor,  encenador e dobrador português.
Nas dobragens, ficou famoso por interpretar a voz da mítica personagem Vegeta, até ao episódio 133 do Anime Dragon Ball Z, tendo voltado mais tarde a interpretar a mesma personagem, por completo, em Dragon Ball GT e até ao episódio 104, em Dragon Ball Super.

## Cinema
- Dragon Ball Super: Broly de Tatsuya Nagamine, 2018
- Highways de Mauro Viegas, 2012
- Corrupção de João Botelho, 2007
- Telefilme Tordesilhas, O Sonho do Rei, de Walter Avancini, 1994
- Soluna, peça de teatro de Miguel Angel Asturias com realização de Fernando Midões, RTP 1992

## Televisão
- Jardins Proibidos (2014), TVI 2014
- Mulheres, TVI 2014
- I Love It (série), TVI 2013
- Sol de Inverno, SIC 2013
- Dancin' Days, SIC 2012
- Doce Tentação, TVI 2012
- Morangos com Açúcar IX, TVI 2011
- Laços de Sangue, SIC 2011
- Conta-me Como Foi, RTP 2008-2009
- Rebelde Way (Portugal), SIC 2008
- Deixa-me Amar, TVI 2007
- Doce Fugitiva, TVI 2007
- Camilo em Sarilhos, SIC 2006
- Floribella, SIC 2006
- Câmara Café, RTP1 2005-2006
- Inspector Max, TVI 2005
- Cruzamentos, RTP 1999
- Jornalistas, SIC 1999
- Dr. Cobaia e Luvinha, RTP 1995
- Nico D'Obra, RTP 1995
- Desencontros, RTP 1994
- Cinzas, RTP 1992
- O Cacilheiro do Amor, RTP 1990

- Dobragens nos Estúdios Novaga, de séries televisivas de animação, onde se mantém até hoje (destaca-se a voz que fez para as personagens Vegeta e Piccolo (Dragon Ball), da série Dragon Ball Z; GT e Super.)

Spots Publicitários– Nova Publicidade
- TAP
- Óptica Visão
- Raspadinha
- Anúncios para a Galp
- Nova Publicidade

## Jogos
- Sly Cooper 2: Band of Thieves - Dimitri Lousteau e Arpégio
- Sly Cooper 3: Honor Among Thieves - Dimitri Lousteau e General Tsao
- Sly Cooper: Thieves in Time - Dimitri Lousteau

## Teatro
Encenou, produziu e representou várias peças:
- Construções sobre Fado e Poesia
- encenou a peça de teatro As Vedetas de Lucien Lambert
- encenou a peça de teatro Navalha na Carne, que esteve em cena no Teatro Há-de-ver e no Rivoli, da autoria de Plínio Marcos com adaptação de Francisco Nicholson.
- encenou a peça de teatro Vida Breve, uma adaptação de sua autoria da peça de Bernardo Santareno, “A Vida Breve em três fotografias”.
- faz a comédia Não venhas atrás de mim!... com Rosa do Canto, texto de Mara Carvalho e encenação de Fernando Gomes.
- representa e encena o espectáculo “O Imaginário de Chagall”
- escreveu e encenou o espectáculo “Rir e Cantar Connosco”
- Ficava Tão Bem Naquele Canto da Sala, de Carlos Alberto Machado com encenação de João Ricardo. Esta peça foi estreada aquando da inauguração do Teatro Há-de-ver.
- Criação e representação do espectáculo Improvisos sobre Fado e Poesia, Genebra, Mafra
- Os Lusíadas com encenação de Norberto Barroca
- Episódios da Vida Romântica, com textos e encenação de Norberto Barroca
- Mestre Gil com encenação de João Ricardo
- Frei Luís e outras coisas, (produção e representação) com adaptação de textos e encenação de José Carretas
- Falar Português (produção, encenação e representação).
- Encenou para a Expo’98 o espectáculo Mar quero que me respondas... produzido pelo Instituto Camões, e grava um CD de poesia com o mesmo nome
- Vieira a Voz Visível, com encenação de Carlos Pimenta, e produzido pela Comissão dos Descobrimentos, esteve em turné pelo País, Brasil, e França
- Tempo de Mercadoria, (produção e representação), com texto e encenação de Norberto Barroca. Este espectáculo manteve-se em turné pelo País, Ilhas e Brasil até 1997
- Ao que nós Chegámos (comédia com encenação de Varela Silva), Parque Mayer
- Os Músicos de Bremen (peça infantil), Teatro Papa-Léguas
- Comédia Trophea, de Torres Naharro, Teatro do Noroeste
- Fêne-Cá-Ló (ciclo de peças para quatro actores, de Ernesto Leal), Teatro da Trindade
- Encena o espectáculo Wolliood em Lisboa, Teatro da Trindade
- Encena a revista Parede Soma e... Segue, Grupo de Teatro da Parede
- Os Três no Pintado... de Fresco, (Café-Concerto), Lisboa
- As Fases da Lua, (Café-Concerto), Lisboa
- Elas é que sabem, (Café-Concerto), Porto
- Vitória Vitória, (Revista), Companhia de Teatro Maria Vitória
- Vamos a Votos, (Revista), Companhia de Teatro Maria Vitória
- A Prova dos Números Novos, (Revista) Teatro Variedades, convidado por Francisco Nicholson, para o elenco
- Parede sem Papas na Língua (Revista), Grupo de Teatro da Parede
- Isto Agora é Outra Loiça (Revista), Grupo de Teatro da Parede
- Vamos Contar Mentiras (Comédia), Grupo de Teatro da Parede
- O Médico à Força, Elvas
- O Tio Simplício, Elvas

Em 1999 criou a empresa de produção e criação de eventos culturais Há Cultura, e no início de 2002 inaugura a sala de teatro Há-de-ver.
Animações de Rua e Espectáculos produziu, realizou e encenou vários espectáculos:
- Produção, realização e encenação da animação histórica promovida pela Câmara Municipal de Évora, Évora noites com história.
- Produção e encenação da animação histórica, Arouca e o seu Mosteiro 300 anos atrás. Gestos. Vozes. Sabores, promovida pela Câmara Municipal de Arouca, que teve uma segunda apresentação em 2005.
- Produção e encenação do espectáculo Gil Vicente e a Corte, Marvão e Mafra
- Produção e encenação da animação do Mercado de Produtos Tradicionais de Portalegre “Cores e Sabores”, promovido pela Câmara Municipal de Portalegre, voltando a produzir e encenar a animação em 2004, aquando do II certame.
- Produção e encenação do espectáculo Um Passeio de D. Manuel I – Um Espectáculo com História, Évora
- Produção e encenação do espectáculo Um Foral para Évora, Évora (Fundação Eugénio de Almeida)
- Produção e encenação do espectáculo Construção, Belém e Parque das Nações
- Produção e encenação do espectáculo comemorativo dos 500 Anos da Descoberta do Brasil Belmonte 1500, Belmonte
- Produção e encenação das Festas Reais que se realizaram em Santarém, Barreiro, Ponte da Barca e Portimão.
- Produção e encenação de Cenas Palacianas e de Rua no Tempo das Descobertas no Mosteiro da Batalha
- Produção e encenação para a Comissão dos Descobrimentos de As Entradas Régias de D. João II que se realizou, em Portimão, Aveiro, Arcos de Valdevez e Ponte da Barca.
- Encenou a recriação Embaixada de D. Manuel ao Papa Leão X agora para ter lugar no Porto, onde aconteceu em 10 de Junho.
- Assistente do projecto da recriação da Embaixada de D. Manuel ao Papa Leão X, que a Comissão Nacional para as Comemorações dos Descobrimentos Portugueses produziu para a Expo'92 de Sevilha, sendo também sua a responsabilidade da encenação dos 500 participantes.